# Cyrtodactylus aravallensis
Cyrtodactylus aravallensis este o specie de șopârle din genul Cyrtodactylus, familia Gekkonidae, ordinul Squamata, descrisă de Gill 1997. Conform Catalogue of Life specia Cyrtodactylus aravallensis nu are subspecii cunoscute.